# Olavius finitimus
Olavius finitimus är en ringmaskart som beskrevs av Erséus 1990. Olavius finitimus ingår i släktet Olavius och familjen glattmaskar. Inga underarter finns listade i Catalogue of Life.